# لوگو (امیلیا-رومانیا)
لوگو (به ایتالیایی: Lugo) یک کومونه در ایتالیا است که در استان راونا واقع شده‌است.

## خصوصیات
لوگو ۱۱۶ کیلومترمربع مساحت و ۳۲٬۵۰۱ نفر جمعیت دارد و ۱۵ متر بالاتر از سطح دریا واقع شده‌است.

## خواهرخوانده
شهرهای کولمباخ، ژل (بلژیک)، شوآزی-لو-روآ، Nervesa della Battaglia، Wexford، Tai'an، یقنعم و بودوا خواهرخوانده‌های لوگو (امیلیا-رومانیا) هستند.